# Un coniglio a cena
Un coniglio a cena (Slick Hare) è un film del 1947 diretto da Friz Freleng. È un cortometraggio d'animazione della serie Merrie Melodies, uscito negli Stati Uniti il 1º novembre 1947. Dagli anni 2010 viene trasmesso in televisione col titolo Un coniglio a cena - Invitato o pietanza? per distinguerlo da Bunny e il condor, oggi distribuito col titolo Coniglio a cena.

## Trama
Taddeo fa il cameriere al Mocrumbo (parodia del Mocambo a West Hollywood), dove Humphrey Bogart gli ordina di portargli un coniglio fritto entro 20 minuti minacciandolo con una Thompson Submachine Gun. Questo mette Taddeo in difficoltà, poiché il ristorante ha terminato il coniglio. Tuttavia, mentre ne cerca uno freneticamente, Taddeo trova Bugs Bunny che sgranocchia carote in un angolo della cucina e gli dice che Bogart vorrebbe averlo per cena. Bugs si veste subito con un frac e vuole dare un'occhiata a ciò che bolle in pentola. Taddeo mette uno specchio in una pentola e Bugs, dando un'occhiata all'interno, si rende presto conto di essere lui stesso il piatto forte.
Bugs riesce a scappare dalla cucina, vestendosi come Groucho Marx nel tentativo di ingannare Taddeo, il quale appare però accanto a Bugs vestito da Harpo Marx. Bugs corre nel camerino di Carmen Miranda e si nasconde nel suo copricapo di frutta. Carmen quindi esegue una canzone e, mentre esce dal palco, Taddeo ricomincia a dare la caccia a Bugs ma se ne va quando vede il pubblico, lasciando Bugs a ballare al ritmo di samba dell'orchestra. Bugs quindi torna in cucina, dove si finge un cameriere che ordina torte per poi tirarle in faccia a Taddeo. Quando quest'ultimo si accorge del trucco e ne tira una a Bugs, il coniglio si scansa e la torta colpisce invece Bogart. L'attore entra in cucina, afferra Taddeo e lo avverte di avere solo 5 minuti per tirare fuori il suo coniglio fritto. Bugs però si nasconde e, scaduto il tempo, Bogart ritorna e infila minacciosamente la mano nella giacca, tirando però fuori solo un fazzoletto per tamponarsi la fronte mentre dice rassegnato che "la pupa dovrà accontentarsi di un sandwich al prosciutto". Dopo aver sentito "pupa", Bugs salta fuori dal suo nascondiglio e si consegna a Lauren Bacall come piatto principale.

## Produzione
Il compositore Carl Stalling si rivolse allo specialista Alfonso Sanchez per arrangiare la colonna sonora in stile latino. A circa un mese dall'inizio della produzione fu deciso di usare la canzone "Sambaiana" sia per la caricatura di Miranda che per il numero di danza di Bugs, pagando 400 dollari al compositore del brano Humberto Herrera; si ipotizza che il brano sia stato cantato da Miranda stessa. I doppiatori del film registrarono i loro dialoghi su colonne separate il 2 marzo 1946, quando il corto era ancora conosciuto col suo titolo di lavorazione The Time, the Chase, and the Rabbit.
Il disegnatore degli sfondi Paul Julian rivelò in un'intervista di essere entrato nella cucina del vero Mocambo e averla disegnata esattamente come l'aveva vista, con tanto di grasso gocciolante sul frigorifero e di verdure sparse per terra.

## Distribuzione

### Edizione italiana
Il corto fu distribuito in Italia direttamente in VHS nel 1986, con un doppiaggio realizzato a Milano. Dieci anni dopo la Angriservices Edizioni lo ridoppiò per la televisione sotto la direzione di Renzo Stacchi su dialoghi di Giorgio Tausani. Non essendo stata registrata una colonna internazionale, in entrambi i doppiaggi fu sostituita la musica presente durante i dialoghi.

### Edizioni home video

#### VHS
America del Nord
- Bugs Bunny and Elmer Fudd Cartoon Festival Featuring "Wabbit Twouble" (1986)
- Bugs Bunny's Greatest Hits (1990)
- Bugs vs. Elmer (1990)
- The Golden Age of Looney Tunes Volume 9: Hooray for Hollywood (1992)

Italia
- Bunny il coniglio vol 2 (novembre 1986)

#### Laserdisc
- The Golden Age of Looney Tunes (11 dicembre 1991)

#### DVD e Blu-ray Disc
Il corto fu inserito come contenuto speciale nella prima edizione DVD-Video de La fuga, uscita in America del Nord il 4 novembre 2003 e in Italia l'11 febbraio 2004. Una volta restaurato, fu incluso nel primo disco della raccolta Looney Tunes Golden Collection: Volume 2 (intitolato Bugs Bunny Masterpieces) distribuita il 2 novembre 2004, dove è visibile anche con un commento audio di Michael Barrier; il DVD fu pubblicato in Italia il 16 marzo 2005 nella collana Looney Tunes Collection, col titolo Bugs Bunny: Volume 2. Fu poi incluso nel primo disco della raccolta DVD Looney Tunes Spotlight Collection Volume 8, uscita in America del Nord il 13 maggio 2014, e, nuovamente col commento audio, nel primo disco della raccolta Looney Tunes Platinum Collection: Volume Three, uscita in America del Nord in Blu-ray Disc il 12 agosto 2014 e in DVD il 4 novembre. Fu inserito come extra anche nell'edizione BD de La fuga, uscita in America del Nord il 17 maggio 2016.

## Accoglienza
Nel 2010 il film fu selezionato per l'inclusione nel libro The 100 Greatest Looney Tunes Cartoons; in tale occasione il doppiatore Keith Scott scrisse che "è molto più accessibile a un pubblico moderno rispetto ad altri del genere parodistico delle star del cinema. Questo perché Bugs Bunny e Taddeo sostengono la comicità. Con queste due forti personalità in primo piano, le gag usa e getta sulle star del cinema sono più che altro la ciliegina sulla torta. (...) Esso beneficia anche del consueto tempismo perfetto del regista Friz Freleng in sequenze come quella delle torte".